# Secaucus
Secaucus è una città degli Stati Uniti d'America, appartenente alla Contea di Hudson, nello Stato del New Jersey. Al 2010 conta 16.264 abitanti.